# Kaspar Hauser
Kaspar Hauser / Casparus Hauser (1812. április 30. – Ansbach, 1833. december 17.) titokzatos talált gyermek a 19. századi Németországban, aki az eddig feltárt adatok feltételezése szerint a badeni nagyhercegi házból való volt.

## Élete

### Születési adatok
1828. május 28-án, pünkösd hétfőjén, egy járni és beszélni alig tudó ifjút találtak Nürnberg egyik mellékutcájában, a kezében egy névtelen levéllel, mely azt tudatta, hogy a fiú 1812. április 30-án született.
Szókincse mindössze néhány szóból állt, bajor tájszólásban. Látható erőfeszítéssel, dadogva próbált beszélni. Később kiderült, hogy a mozgás, a járás nagy nehézséget és fájdalmat okoz neki. A tanácstalan polgárok végül egyéb elgondolás híján a rendőrségre kísérték a különös idegent.

### Tanulóévek
Az ifjú hihetetlen gyorsasággal megtanult beszélni, és így képessé vált arra, hogy rövid életének eseményeit érzékletesen és tárgyilagosan megfogalmazza. Ezen a sokak számára hallatlan és hihetetlen történeten később sem változtatott, elmondásával azonban barátait és jóakaróit elképesztő lelki erőpróba elé állította. Meg kellett kísérelniük megérteni az érthetetlent, és elfogadni az elfogadhatatlant: ismeretlenek egy gyermeket – körülbelül 3 éves korától – több mint 12 esztendeig egy apró, sötét üregben tartottak, távol fénytől, friss levegőtől és emberi társaságtól. Tápláléka kenyérből és vízből állt. Cellájában sem felállni, sem járni nem tudott. Kiszabadulásáig semmiféle emberi kapcsolatra nem emlékszik, ételét-italát akkor hozták, ruháját akkor cserélték, amikor aludt. Járni és beszélni alig tudott, amikor titokzatos fogvatartói váratlanul szabadon engedték, egy számára abszolút idegen és ismeretlen embervilágban. A fiúnak időről, térről, nap- és évszakokról semmiféle tudomása nem volt.
Szabadulása előtt valaki annyit tanított neki, hogy a neve: Kaspar Hauser.
Az ifjú Nürnbergben ismerte meg Georg Friedrich Daumert, élete első igazi barátját és támaszát, a fiatal professzort, aki őt házába és családjába fogadta, és az emberi világba való bevezetését megkezdte. Daumer türelmes, gyengéden tapintatos, kiváló érzékelőképességekkel bíró pedagógus, igazi nevelő volt. Keze alatt Kaspar nagy kedvvel és meglepő gyorsasággal tanult. Hetek alatt magába szívta mindazt, amit más sorsú gyermekek évekig tanulnak. Tanító és tanítvány között mély barátság, szeretet és erős sorskapcsolat alakult ki, amely mindkettőjüket életük végéig kísérte.
Kaspar élete nem sokáig maradt zavartalan. 1829. október 17-én Daumer professzor házának pincéjében egy álarcos férfi rátámadt, és homlokán megsebezte.

### Egy kis történelem
Anselm von Feuerbach (Paul Johann Anselm Ritter von Feuerbach), bíró és kriminológus, Kaspar felbukkanásától kezdve nagy intenzitással kutatta a fiú rejtélyét: ki lehet ez az ifjú, honnan származik, kik és milyen okból zárták el ritka kegyetlenséggel egész gyermekkorában, és aztán milyen meggondolásból engedték újra szabadon? Meg volt győződve arról, hogy egy ilyen tettet ilyen huzamos ideig végbevinni, csak több ember nagyon fegyelmezett, engedelmes egyetértésével lehetett. Ehhez pedig pénz, hely és szolgáló személyzet kellett. Von Feuerbach figyelme fokozatosan a német királyi házak felé fordult, majd – kutatásai alapján – egyre inkább a badeni nagyhercegi családra koncentrálódott.
Ugyanis a badeni uralkodópárnak – karlsruhei palotájában – 1812. szeptember 29-én, Szent Mihály napján fiúgyermeke, a trónnak pedig örököse született. Anyja Stéphanie Louise Adrienne de Beauharnais, I. Napóleon nevelt leánya, apja pedig Károly badeni nagyherceg (Karl von Baden) volt.
A hivatalos dokumentumok szerint ez a fiúgyermek születése után néhány nappal meghalt. A hercegi pár második fia ugyancsak kora gyermekkorában halt meg. A trónöröklésre jogosult fiúk tehát korán meghaltak, leánytestvéreik ezzel szemben valamennyien egészségesen felnőttek…
Mindezekből – és egyéb általa felfedezett körülményekből – Feuerbach arra a következtetésre jutott, hogy Kaspar Hauser különös sorsa mögött egy lehetséges dinasztikus bűntett húzódik meg. Bátor és igazságkereső ember lévén, felfedezéseiről memorandumot juttatott el a Badeni-házból való Karolina bajor királynéhoz, I. Miksa király feleségéhez, amelyben jelezte: oka van azt hinni, hogy a badeni nagyhercegi pár első fiát pár napos korában elrabolták, és helyébe egy haldokló csecsemőt csempésztek. Amennyiben bebizonyosodik, hogy ez történt, úgy Karolina királyné – Kaspar Hauser nagynénje – segíthet a fiú sorsának tisztázásában.
Feuerbach nem sokkal ezután egy utazása során betegeskedni kezdett, majd váratlanul meghalt…
Károly nagyherceg halála után – fiúörökös híján – a badeni nagyhercegi trónt egy morganatikus házasságból fakadó oldalág örökölte. Ők uralkodtak egészen az első világháború végéig, amikor Max badeni nagyherceg (Max von Baden) – az utolsó német császári kancellár – Vilmos császárral együtt trónját vesztette.
Egy időközben eltüntetett napló tanúsága szerint Stéphanie, Baden megözvegyült nagyhercegnéje szintén élt a gyanúperrel, hogy első fia életben lehet. Feuerbach felfedezései őhozzá is eljutván, elhatározta, hogy személyesen győződik meg az igazságról. A legnagyobb titokban Ansbach-ba ment – Kaspart időközben Nürnbergből ebbe a városba vitték –, és egy parkban észrevétlenül megfigyelte Kaspart, akiben határozottan felismerni vélte férje vonásait.
Az ifjú dolgában igazából mégsem történt döntő lépés, mintha valami okból még a koronás fők sem merték volna nyilvánossá tenni a Zahring-dinasztia belső dolgait.
A hallgatás és cselekvőképtelenség okait azonban máshol is kereshetjük.
Az 1831-es évben Kaspar életébe belépett egy gazdag és befolyásos angol főnemes, lord Stanhope (Philip Henry Stanhope), aki szinte azonnal atyai ambíciókat látszott táplálni az árva fiú iránt. A Kaspar Hauser sorsát vigyázó és támogató emberek köre természetesen nem tudott, és talán nem is akart versenyre kelni a bőkezű, és a fiú jövőjét arisztokratikus magasságokba emelni szándékozó angol gróffal.
Amiről nem tudtak – mert ekkor még nem is tudhattak –, hogy lord Stanhope már 1829 októberében is megjelent Nürnbergben. Bizonyos körökben informáltatta magát a híressé vált árva fiúról, és a város egyik fogadójában tartózkodott akkor, amikor az ismeretlen támadó Daumer professzor házában a fiú életére tört… Különös vonása a történetnek az, hogy Stanhope ekkor még nem kereste a személyes kapcsolatot Kasparral.
Két esztendő múlva, 1831-ben aztán újra színre lépett. Ekkor a városba érkezvén azonnal – és nagyon „nyilvánosan” – érdeklődni kezdett a híres ifjú iránt, bemutattatta magát és rögtön elhalmozta ajándékokkal és ígéretekkel.

### Magyar kapcsolat?
A gróf Magyarországra vitette a fiút „abban a reményben, hogy itt fény derülhet Kaspar származásának rejtélyére”. Egy bankban komoly összeget helyezett el a fiú neveltetésére, és egy angliai utazást is kilátásba helyezett.
Ennek az atyai ragaszkodásnak azonban határozott feltételei voltak: mindenekelőtt kimozdította Kaspart addigi barátai és nevelői köréből. Ansbach városába vitette, és ott egy Meyer nevű tanító gondjaira bízta. Itt Kaspar Hauser élete gyökeresen megváltozott. Az eddigi neveléssel ellentétben – a gróf utasítására – egy alapvetően új „tantervet” vezettek be. Daumer professzor kiváló lelki, szellemi irányítása, amellyel az elmaradt gyermekkori nevelés lelki tartalmát próbálta a lehető legfinomabb és legbölcsebb módon az ifjú elméjébe és szívébe juttatni, háttérbe szorult. Helyébe hideg és makacs szigor, száraz és elvont tananyag-tömeg került, amely Kaspar Hauser belső világában előbb lázadást, azután csalódott és fáradt beletörődést eredményezett.
Mire Kaspar Hauser 21 esztendős lett, nemcsak tanulási kedve, de általában az emberekhez és a világhoz való őszinte és bizalmas viszonya is alapjaiban megváltozott. Nem szeretett többé tanulni, gyanakvó lett és nyugtalan: egyre az élete ellen tervezett esetleges újabb merénylettől rettegett. Lelkileg egyre jobban magára maradt.
1833. december 14-én Kaspar Hauser levelet kapott, amelyben az ansbachi parkba hívták, ahol állítólag édesanyja kívánt találkozni vele… A parkban egy ismeretlen férfi lépett eléje, egy táskát nyomott a kezébe, majd többször mellbe szúrta és elrohant. A történteknek nem volt tanúja, a súlyosan sebesült fiú egyedül vánszorgott haza. Három nappal később, 1833. december 17-én – ismeretlen merénylőjének megbocsátva, és annak lelkéért imádkozva – belehalt sérüléseibe.
Temetése után néhány nappal, 1833. december 26-án, lord Stanhope felkereste a bajor belügyminisztert, Oettingen-Wallerstein herceget és – a miniszter őszinte megütközésére – valóságos rágalomözönt zúdított „szeretett nevelt fiára”, Kaspar Hauserre. Ettől a naptól fogva – úgy tűnik halála napjáig – Stanhope grófja Kaspar Hauser engesztelhetetlen ellensége lett. Különös, egyszemélyes „hadjárata” során, Daumer professzort is többször meglátogatta, és fáradhatatlan energiával folytatta Kaspar „leleplezését”. Érthetetlen hévvel bizonygatta, hogy védence minden „felkapottsága” ellenére csupán egy félkótya szélhámos volt, aki öt esztendei csalárdság után – a várható leleplezés elől – öngyilkosságba menekült.
Tucher báró – aki az első merénylet után átmenetileg házába fogadta a fiút, és mindvégig meg volt győződve Kaspar lelkének különleges, ártatlan tisztaságáról, minden korrupciónak szinte ösztönösen ellenálló jóságáról – így írt:
„Stanhope egész viselkedése egy ismeretlen, a háttérben rejtve maradó baljós kéz irányító munkájából válik csak felfoghatóvá.”

## Megválaszolatlan kérdések
- A történelem során nagyon sok királyfit megöltek. Ezt a gyermeket – ha már a palotából sikerrel elrabolták – miért nem ölték meg azonnal?
- Milyen célt szolgálhatott az elképesztő, kiszámított kegyetlenségű, évtizedes bebörtönzés?
- És végül: ha a vélt trónörököst sikerült 21 éves korában eltenni az útból, mi szükség volt akkor az utána még évtizedekig (valójában a jelen korig) tartó állandó vádaskodásra, gyalázkodásra?
- Mit hordozhatott ez az ifjú a lényében, amiért felbukkanása után nem csupán részvét vette őt körül, hanem egy nehezen megfogalmazható, de átélt csodálat is?
- Miért adták neki az „Európa gyermeke” nevet?

Henriette von Feuerbach, Anselm von Feuerbach kriminológus menye, 1884-ben egy levelében így ír:
„Amit Kaspar Hauserről tudok, azt legszívesebben leírnám, egy vaskazettába zárnám és azt írnám erre a kazettára: kinyitandó 1933. december 17-én!”
Rudolf Steiner 1916-ban egy Ludwig Polzer-Hoditz gróffal történt beszélgetése során a jövőre vonatkozóan különleges fontosságúnak tartotta annak megválaszolását: „Honnan jött Kaspar Hauser?”
A német Spiegel magazin 1996 novemberében címképpel és hosszú cikkel kívánta folytatni, illetve végre lezárni a több mint egy évszázada zajló vitát: Ki volt Kaspar Hauser? A cikk a legújabb tudományos szentenciára, a génvizsgálatra hivatkozva deklarálta: a Kaspar Hauser véréből vett minták megfellebbezhetetlenül igazolták, hogy az ifjú nem állt rokonságban a badeni uralkodóházzal. 1998-ban ismét napvilágot látott – ugyancsak Németországban – egy tanulmány, amely igazolta: Kaspar Hauser minden kétséget kizáróan a Zahring-dinasztia  trónörököse volt. Az 1996-os vizsgálatról kiderült, hogy „nem volt teljesen megbízható”…

## Film
- The Mystery of Caspar Hauser, 1956, Roy Kellino
- Der Spielverderber, 1965, Edward Rothe
- Kaspar Hauser (Jeder für sich und Gott gegen alle), 1974, Werner Herzog
- Kaspar Hauser, 1993, Peter Sehr

## Dráma
- Paul Michaelis: Kaspar Hauser tragédiája, 1943
- Bíró Kriszta (Jakob Wassermann: Kaspar Hauser című regénye nyomán): Kaspar Hauser élete öt fejezetben
- Jakob Wassermann: Kaspar Hauser